# Miejskie Przedsiębiorstwo Komunikacyjne we Włocławku
Miejskie Przedsiębiorstwo Komunikacyjne we Włocławku (MPK Włocławek) – przedsiębiorstwo komunikacji miejskiej we Włocławku odpowiedzialne za wykonywanie transportu publicznego na terenie miasta i gmin ościennych.

## Działalność
Podstawowe informacje o firmie:
- MPK Włocławek wykonuje transport publiczny na terenie miasta Włocławek i na terenie czterech gmin ościennych:

1. Gminy Włocławek, obsługując miejscowości: Nowa Wieś, Kruszyn, Kruszynek, Świętosław i Modzerowo za pomocą linii nr 8 i 13
2. Gminy Brześć Kujawski, obsługując miejscowość Wieniec-Zdrój za pomocą linii nr 11
3. Gminy Lubanie, obsługując miejscowość Gąbinek i Mikorzyn za pomocą linii nr 20
4. Gminy Fabianki, obsługując miejscowości Kulin, Urszulewo i częściowo Szpetal Górny za pomocą miejskiej linii nr 9

- Praca przewozowa wykonywana jest w 98,4% na terenie miasta Włocławek, zaś w 1,6% na terenie gmin ościennych.
- Przedsiębiorstwo dysponuje 73 autobusami marki Solaris (58 sztuk) i MAN (15 sztuk). Według danych aktualnych na dzień 28.07.2016 linie regularne obejmują swoim zasięgiem ok. 155,15 km dróg, zaś zsumowana długość wszystkich linii regularnych wynosi ok. 316,65 km.
- MPK oferuje również poboczne usługi, m.in. wynajem autobusów, sprzedaż części do pojazdów i reklamę.

## Historia
Uwaga! Przedstawione w tym dziale informacje dotyczące tras przejazdów linii są historyczne.
66 lat komunikacji miejskiej we Włocławku

### Lata 1951–1959

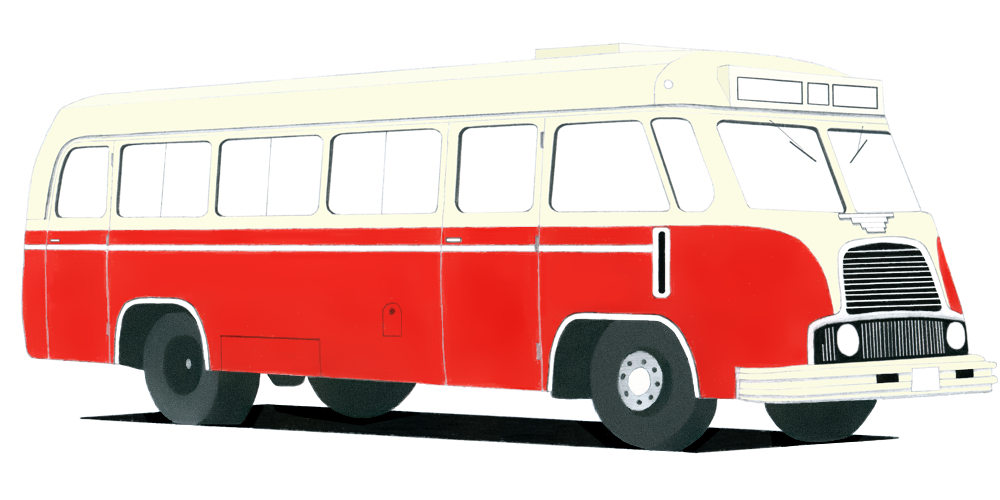

Komunikacja autobusowa we Włocławku została uruchomiona 22 lipca 1951 roku, kiedy Miejska Rada Narodowa we Włocławku powołała do życia Zakład Komunikacji Samochodowej w wielobranżowym Miejskim Przedsiębiorstwie Gospodarki Komunalnej (MPGK) z siedzibą przy ul. Kilińskiego 20. Na początek zakład otrzymał z demobilu trzy autobusy francuskiej marki Chausson, które wystarczyły na uruchomienie jednej linii autobusowej:
(w nawiasach podano lata uruchomienia linii i dzisiejsze nazwy ulic)
- nr 1 (1951) o relacji[5]:
  - Słoneczna – Polewki (Kapitulna) – Wojska Polskiego – Kilińskiego – Plac Wolności – Chopina – 22 Lipca (Okrężna) – Armii Czerwonej (Stodólna) – Żytnia (jednostka wojskowa)
  - Słoneczna – Polewki (Kapitulna) – Wojska Polskiego – Bojowników Proletariatu (Cyganka) – Armii Czerwonej (Stodólna) – Płocka

Za pomocą tej jednej linii zakładowi udało się wprowadzić komunikację autobusową na 10 kilometrów dróg, podczas gdy miasto posiadało 20 kilometrów dróg o ulepszonej nawierzchni i były to głównie ulice wlotowe do miasta. W pierwszym roku z jedynej we Włocławku linii pasażerowie skorzystali około 600 tys. razy przy liczbie ludności 51,8 tys. mieszkańców. Po roku pracownikom udało się podzielić posiadany tabor na dwie linie, drugą z nich była:
- nr 2 (1952–2021[6]) o relacji: Grodzka – Waryńskiego (Brzeska) – Plac Wolności – Kościuszki – Towarzystwa Przyjaciół Dzieci (Okrzei) – Dubois (Kaliska)  – Falbanka

W momencie, w którym posiadane autobusy nie nadawały się do dalszej eksploatacji, w roku 1954 wymieniono cały tabor na autobusy węgierskiej marki Mavag TR5. Pięć autobusów posiadanych w tym roku umożliwiło uruchomienie kolejnej linii autobusowej, która jednak ze względu na małą liczbę pasażerów została wkrótce zlikwidowana:
- nr 0 (1954) o relacji okrężnej: Plac Wolności – Kilińskiego – Toruńska (Wyszyńskiego) – Bulwary – Armii Czerwonej (Stodólna) – 22 Lipca (Okrężna) – Chopina – Plac Wolności

Pierwszy polski autobus dla komunikacji miejskiej Włocławek otrzymał w 1955 roku. Był to pojazd marki Star N52 o metalowo-drewnianej konstrukcji (na rysunku powyżej). Autobus ten mieścił 36 osób przy średnim spalaniu paliwa 40 l na 100 km, jednak mimo tych niekorzystnych wskaźników użytkowych i konstrukcyjnych zakład otrzymał w latach 1955–1958 aż 23 egzemplarze tego modelu. Rozrastanie się taboru przedsiębiorstwa, wynoszącego odpowiednio w roku 1955 – 6 sztuk i 1958 – 24 sztuki, umożliwiło uruchomienie dwóch następnych linii autobusowych:
- nr 3 (1955) o relacji: Toruńska – Kilińskiego – Plac Wolności – Chopina – 22 lipca (Okrężna)
- nr 4 (1958) o relacji: Wieniecka – Toruńska (Wyszyńskiego) – Waryńskiego (Brzeska) – Plac Wolności – Chopina – 22 lipca (Okrężna) – Łęgska – Płocka – Dobiegniewska (Płocka)

Pod koniec lat pięćdziesiątych długość dróg skomunikowanych uruchomionymi liniami autobusowymi sięgnęła 32,5 kilometra (także po brukowanych, wąskich ulicach), a mieszkańcy miasta korzystali z usług MPK już 8 milionów razy rocznie. Posiadane autobusy cechowała surowość wnętrza i niedoskonałość techniczna skutkująca podatnością na uszkodzenia i usterki, w wyniku których pojazdy zużywały się już po 4–5 latach eksploatacji. Utrzymanie taboru w stanie gotowości technicznej wymagało dużego nakładu pracy i środków, zwłaszcza w okresie zimowym. Sprawność funkcjonowania komunikacji miejskiej zależała od ponadprzeciętnego zaangażowania pracowników MPGK, które, będąc przedsiębiorstwem wielobranżowym, nie dysponowało zapleczem dostosowanym do naprawy i konserwacji autobusów. Dorożki konne, które zarówno na początku XX wieku, jak i w okresie powojennym pełniły funkcję doraźnej komunikacji miejskiej, tamowały ruch uliczny i zakłócały kursowanie autobusów, w szczególności w dni targowe. Również niewyprofilowane skrzyżowania utrudniały manewrowanie wielkogabarytowymi autobusami, stąd prędkość komunikacyjna autobusów wahała się w granicach 13–16 km/h. Wszystko to sprawiało, że warunki podróżowania autobusami w latach pięćdziesiątych były siermiężne, mimo to komunikacja autobusowa szybko zdobyła popularność wśród mieszkańców miasta – liczba pasażerów rosła co rok średnio o 47%. Bilety były dostępne tylko u konduktora, znajdującego się w pojeździe przez cały czas trwania podróży. Przez całe dziesięciolecie bilet normalny kosztował 50 groszy, natomiast ulgowy 20 groszy.

### Lata 1960–1969
1 stycznia 1961 to właściwa data powstania Miejskiego Przedsiębiorstwa Komunikacyjnego we Włocławku, które odziedziczyło po Zakładzie Komunikacji Samochodowej potencjał ludzki i tabor autobusowy. Przedsiębiorstwo zyskało do dyspozycji budowaną w latach 1958–1960 nową zajezdnię przy ul. Rysiej 3 zaprojektowaną na potrzeby obsługi 60 autobusów. Pierwszym dyrektorem MPK był Edward Uściński, który wystąpił z inicjatywą obsługiwania miejskimi autobusami terenów położonych w sąsiedztwie miasta. Efektem tych działań powstały wkrótce cztery kolejne linie:
- nr 5 (1960–2012 i 2015–2017) o relacji: Plac Wolności – 20 stycznia (Polskiej Organizacji Wojskowej) – Dubois (Kaliska) – Mielęcin – Michelin – Kruszyn
  - od roku 2015 do 2017 relacja: Wieniecka – Wysoka – Okrzei – Wronia – Planty – Wiejska – Zbiegniewskiej – Kaliska – Jana Pawła II – Letnia – Dębowa
- nr 6 (1961–2012) o relacji: Plac Wolności – Waryńskiego (Brzeska) – Grodzka – Lipnowska – Szpetal Górny – Chełmica
- nr 7 (1961–2012) o relacji: Plac Wolności – Waryńskiego (Brzeska) – Grodzka – Lipnowska – Szpetal Górny – Nasiegniewo
- nr 8 (1967) o relacji: Plac Wolności – Chopina – 22 lipca (Okrężna) – Łęgska – Płocka – Dobiegniewska (Płocka) – Modzerowo

Uruchomienie tychże linii przez MPK wpłynęło pośrednio na lokalizację prywatnego budownictwa jednorodzinnego i wydłużyło zasięg przestrzenny Włocławka. Jedną z najważniejszych miejskich inwestycji drogowych, która częściowo usprawniła funkcjonowanie komunikacji miejskiej, było wybudowanie w roku 1964 tunelu pod torami kolejowymi na ul. Polewki (Kapitulnej), które było pierwszym bezkolizyjnym przejazdem przez tę linię kolejową i umożliwiało płynny przejazd na osiedla Południe i Zazamcze oraz do wsi Mielęcin i Michelin. W ten przejazd kolejowy skierowano trasy linii nr 2 i 5, które dotąd przecinały tory na ul. Dubois (Kaliskiej). W roku 1967 nastąpiła radykalna zmiana taryf na usługi MPK; ceny biletów wzrosły średnio o 300%. Od tej pory bilet normalny kosztował 1,50 zł, bilet ulgowy: 0,50 zł, a na odcinkach wykraczających poza granice miasta: 3 zł lub 5 zł w zależności od odległości. W tym samym roku po raz pierwszy została uruchomiona linia nocna, cena biletu na tę linię wynosiła 3 zł. W latach sześćdziesiątych tabor przedsiębiorstwa stanowiły autobusy głównie marki San – H01B, H25B i H100B. Wszystkie z wymienionych autobusów, podobnie jak pojazdy eksploatowane wcześniej, nie miały długiej żywotności – wynosiła ona od 100 tys. km do 150 tys. km przebiegu. Lata sześćdziesiąte to początek problemów z przepełnionymi autobusami – pojemność posiadanych autobusów, wynosząca 50 – 82 miejsca, i ich liczba w taborze nie zaspokajały potrzeb mieszkańców, którzy korzystali z włocławskiej komunikacji miejskiej już 20 milionów razy rocznie. Konduktorska sprzedaż biletów w zatłoczonych autobusach wprowadzała chaos i powodowała, że rozkłady jazdy mogły być tylko orientacyjne. Do tego należy doliczyć problemy z technicznymi możliwościami MPK – wciąż zbyt mały tabor, problemy z nabyciem części zamiennych, niedostatek kierowców i utrudnienia ze strony układu komunikacyjnego miasta sprawiały, że funkcjonowanie komunikacji miejskiej w tym dziesięcioleciu było niestabilne.

### Lata 1970–1979

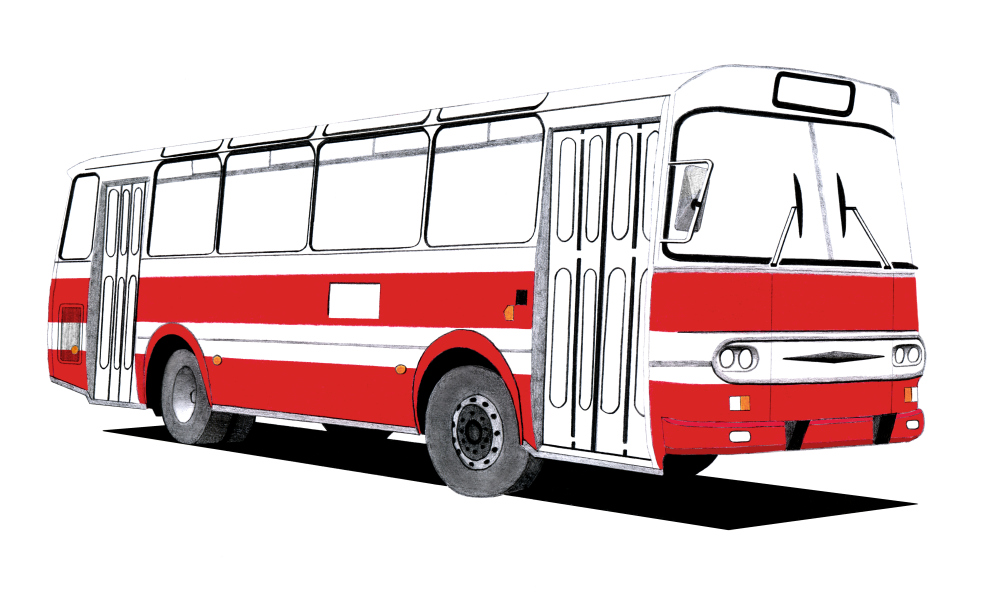

Rozwój gospodarczy i wzrost liczby mieszkańców miasta Włocławka powodował dalszy przyrost potrzeb przewozowych, możliwy do osiągnięcia tylko poprzez powiększanie floty autobusowej. Pod koniec lat sześćdziesiątych liczba autobusów MPK przekroczyła możliwości oddanej do użytku 9 lat wcześniej zajezdni. Dlatego w latach 1971–1973 dokonano jej rozbudowy, korzystając z nakładów inwestycyjnych towarzyszących budowie Zakładów Azotowych „Włocławek”. Wskutek tej rozbudowy powierzchnia terenu przeznaczonego na zajezdnię MPK Włocławek zwiększyła się z 9550m² do 17540 m², umożliwiając parkowanie 80 autobusów. Wybudowano także budynek administracyjny, urządzono magazyn, pomieszczenia socjalne, nową myjnię autobusową, a w warsztacie liczba kanałów obsługowo-naprawczych zwiększyła się z 3 do 8. Wykonawcą tych prac było Przedsiębiorstwo Budownictwa Przemysłowego „Kujawy”. W tym dziesięcioleciu poprawiła się również jakość dróg we Włocławku – budowana od 1974 roku dwupasmowa ulica Okrzei odciążyła centrum miasta z ruchu międzymiastowego i upłynniła transport wewnątrzmiejski, w tym funkcjonowanie komunikacji autobusowej. Pierwotnie po nowej drodze wiodły trasy pięciu linii, jednak przebieg ul. Okrzei, która stanowiła i stanowi do dziś najważniejszy łącznik czterech największych włocławskich osiedli, spowodował w następnych dekadach wprowadzenie na tę ulicę prawie wszystkich linii komunikacyjnych. Kolejnym krokiem podjętym w celu poprawy warunków podróżowania zmotoryzowanymi jednostkami po Włocławku było wybudowanie dwupasmowego wiaduktu nad torami kolejowymi na wysokości ul. Wroniej, który od 1978 roku ułatwił komunikację między osiedlami Śródmieście i Kazimierza Wielkiego a osiedlem Południe i wsią Michelin. Równolegle z rozstaniem się osiedli mieszkaniowych budowane były także ulice osiedlowe umożliwiające wjazd autobusów między bloki mieszkalne. Jednak rozwój włocławskiego drogownictwa nie wpływał na przybywanie nowych połączeń, a jedynie na zmianę istniejących już tras. Uruchomione w tym dziesięcioleciu 4 linie nie implikowały znaczącego wydłużenia zasięgu komunikacji miejskiej we Włocławku:
- nr 9 (1972) o relacji: Plac Wolności – Waryńskiego (Brzeska) – Grodzka – Lipnowska – Dobrzyńska – Kulin
- nr 10 (1973) o relacji: Toruńska – Waryńskiego (Brzeska) – Plac Wolności – Chopina – Chmielna – Armii Czerwonej (Stodólna) – Purmana (Polna)  – Zakłady Drumet
- nr 11 (1976) o relacji: Okrzei (Dworzec PKP/PKS) – 20 stycznia (Polskiej Organizacji Wojskowej) – Plac Wolności – Kilińskiego – Wojska Polskiego – Polewki (Kapitulna) – Wysoka – Wieniecka – Wieniec-Zdrój
  - w roku 1977 linia ta została wydłużona do Dziadowa (Wieńca-Zalesia) i Wieńca-Sanatorium
- nr 12 (1977) o relacji: Wieniecka – Toruńska (Wyszyńskiego) – Waryńskiego (Brzeska) – Plac Wolności – Chopina – Cmentarna

W latach siedemdziesiątych główną bolączką MPK było niezsynchronizowanie tempa rozwoju miasta z tempem rozwoju samego MPK. Centralna metoda przydzielania dostaw nowych autobusów do Włocławka, która oparta była na proporcji 1 autobus na 1 tys. mieszkańców, nie uwzględniała rzeczywistych potrzeb przewozowych. Ponadto dostawy kolejnych partii taboru były opóźnione nawet do 2 lat, podczas gdy MPK w tym czasie było zmuszone wycofywać z eksploatacji z przyczyn technicznych po kilkanaście autobusów rocznie. Skutkiem tego w 1970 roku, przy liczbie ludności 83 tys. mieszkańców, MPK dysponowało zaledwie 65 autobusami. Podobne problemy dotyczyły przydziałów na podzespoły do napraw autobusów, które zaspokajały zaledwie 30–50% potrzeb MPK, co skutkowało częstymi awariami, np. zimą 1979 roku codziennie ulegało awarii 10–25 autobusów będących w trasie. Jednak jakość funkcjonowania komunikacji miejskiej w tym dziesięcioleciu stopniowo się poprawiała, m.in. poprzez automatyzację czynności obsługowych – w lipcu 1972 roku stanowisko konduktora zastąpiły mechaniczne kasowniki, a bilety były do kupienia w kioskach. Wyposażenie posiadanych przez MPK autobusów umożliwiało zdalne otwieranie drzwi pojazdu, zastępując otwieranie ręczne przez konduktora lub kierowcę. W 1976 roku nastąpił wyraźny postęp w zakresie poprawy komfortu i bezpieczeństwa pasażerów poprzez dostawę pierwszych Autosanów H9 o pojemności około 70 osób (na rysunku powyżej), które na tle eksploatowanych dotąd autobusów odznaczały się dwukrotnie dłuższą żywotnością i niższym zużyciem paliwa (30 litrów na 100 km). Rok później z centralnego przydziału Włocławek otrzymał pierwsze przegubowe, choć używane, autobusy marki Jelcz AP021 o pojemności 146 osób, które pomogły rozładować olbrzymi napływ pasażerów w porannych i popołudniowych godzinach szczytu. Zły stan techniczny tych autobusów spowodował, że autobusy przegubowe znikły z miasta już po pięciu latach.

### Lata 1980–1989
W styczniu 1979 r. nastąpiło poszerzenie granic administracyjnych Włocławka o osady wiejskie Krzywa Góra, Korabniki, Brzezie, Leopoldowo, Michelin i Mielęcin. W rezultacie obszar miasta powiększył się dwukrotnie – z 42 km² do 85 km². W tym samym czasie trwała intensywna budowa osiedli Kazimierza Wielkiego, Zazamcze i Południe, dzięki której zasoby mieszkaniowe Włocławka powiększały się nawet o 1 tys. mieszkań rocznie. W tym okresie liczba mieszkańców Włocławka wzrastała w rekordowym tempie średnio o 2,9 tys. osób rocznie. Ponadto w latach 70. i 80. na peryferiach miasta trwała budowa dzielnic przemysłowych Wschód Przemysłowy i Zachód Przemysłowy. Na wschodnie peryferia dyslokowano ze Śródmieścia uciążliwe zakłady przemysłowe, takie jak Zakład Porcelany, Włocławską Fabrykę Mebli, Kujawską Fabrykę Farb i Lakierów, Pomorską Fabrykę Lin i Drutu i Kujawskie Zakłady Maszyn Rolniczych „Ursus”, zaś na zachodnich przedmieściach budowano m.in. Zakłady Azotowe „Włocławek”. Rozrastanie się miasta wymagało stosownego zwiększania częstotliwości kursowania autobusów i wydłużania linii komunikacji miejskiej. Dopiero w latach osiemdziesiątych skończył się okres oczekiwania na opóźnione dostawy nowych autobusów, MPK uzyskało więc możliwość sukcesywnego zwiększania zdolności przewozowej. Problemy z niedostatkiem taboru rozwiązywane były m.in. przy pomocy środków z planu centralnego resortu chemii – Zakłady Azotowe „Włocławek” partycypowały w kosztach zakupu 40 autobusów dla miasta. Jednak duża liczba autobusów w taborze sprawiała kłopoty w ich codziennej obsłudze. Skromne zdolności techniczne zajezdni przy ul. Rysiej 3 ograniczały czas codziennego przeglądu jednego autobusu do 5 minut, co było najpoważniejszą słabością MPK. Ten problem miała rozwiązać druga zajezdnia, budowana w latach 1982–1984 na drugim końcu miasta – przy nowo wybudowanej alei Kazimierza Wielkiego 12. Zajezdnia ta została zaprojektowana do obsługi 130 autobusów, więc razem z możliwościami pierwszej zajezdni MPK miało możliwość obsługi 210 pojazdów, choć przedsiębiorstwo szczytowo posiadało tylko 155 autobusów. W 1983 roku wprowadzona została nowa taryfa opłat za przewozy autobusami MPK, która wprowadziła ulgi i zwolnienia z opłat, mające na celu poprawienie standardu życia ludności (w 1988 roku uprawnionych do bezpłatnych przejazdów było 10,9 tys. mieszkańców Włocławka). Poprawiły się także warunki oczekiwania pasażerów na autobus: po raz pierwszy na przystankach zaczęły pojawiać się wiaty – pierwsze, projektowane indywidualnie wiaty pojawiły się na przystankach przy ulicy Toruńskiej. W latach osiemdziesiątych do użytku zostały wprowadzone nowoczesne wielkopojemne pojazdy: w roku 1980 otrzymano pierwszą dostawę Jelczy PR110 o pojemności 110 osób – ten typ autobusów MPK eksploatowało najdłużej, bo aż przez 22 lata. Po trasach najbardziej obciążonych linii od roku 1984 zaczęły ponownie kursować autobusy przegubowe – tym razem były to Ikarusy 280 o pojemności 148 osób. Od roku 1986 na mniej popularnych liniach zaczęły kursować Jelcze M11. Mimo pojemności aż 100 osób, MPK nie posiadało mniejszych autobusów aż do roku 2001. Na skutek powiększenia obszaru Włocławka, budowy osiedli mieszkaniowych i przemysłowych siatka komunikacyjna MPK uległa znaczącej zmianie – wydłużono trasy linii nr 1, 2, 3, 6, 8 oraz uruchomiono 9 nowych linii:
- nr 13 (1983) o relacji: Przyjaźni Polsko-Radzieckiej (Promienna) – Budowlanych – Wieniecka – Okrzei – Kilińskiego – Plac Wolności – Wronia – Dubois (Kaliska) – Falbanka
  - w roku 1984 linia ta została wydłużona do Michelina i Nowej Wsi
- nr 14 (1983) o relacji: Dubois (Kaliska) – Planty – Wronia – Armii Czerwonej (Stodólna) – Purmana (Polna) – Zielna – Kazimierza Wielkiego – ZM Ursus
- nr 15 (1984) o relacji: Dzierżyńskiego (Wiejska) – Chłodna/Krasickiego (Długa) – Polewki (Kapitulna) – Okrzei – Chopina – Kazimierza Wielkiego – Ostrowska
  - w roku 1985 linia ta została wydłużona w godzinach szczytu do Płockiej-Hydrobudowy
- nr 16 (1984) o relacji: Dubois (Kaliska) – Planty – Wronia – Okrzei – Toruńska – Zakłady Azotowe
- nr 17 (1984) o relacji: Okrzei (Dworzec PKP/PKS)  – Toruńska – Inowrocławska – Zakręt – Krzywa Góra – Zakłady Azotowe
- nr 18 (1984–2011) o relacji: Przyjaźni Polsko-Radzieckiej (Promienna) – Budowlanych – Wysoka – Polewki (Kapitulna) – Kilińskiego – Plac Wolności – Chopina – Planty – Dubois (Kaliska)
- nr 19 (1984) o relacji: Okrzei (Dworzec PKP/PKS)  – Toruńska – Krzywa Góra – Wiklinowa – Kawka
  - od roku 1994 relacja: Przyjaźni Polsko-Radzieckiej (Promienna)  – Budowlanych – Wysoka – Polewki (Kapitulna) – Okrzei – Chopina – Łęgska – Płocka – Kazimierza Wielkiego – ZM Ursus
- nr 20 (1985) o relacji: Ostrowska – Łanowa – Purmana (Polna) – Armii Czerwonej (Stodólna) – Chopina – Plac Wolności – Kilińskiego – Okrzei – Toruńska – Krzywa Góra – Zakłady Azotowe
- K (1986–1987) o relacji: Ostrowska – Łanowa – Purmana (Polna) – Armii Czerwonej (Stodólna) – 22 Lipca (Okrężna)/Chmielna – Wronia – Kruczkowskiego (Zbiegniewskiej) – Dzierżyńskiego (Wiejska) – Chłodna/Krasickiego (Długa) – Polewki (Kapitulna) – Wysoka – Budowlanych – Przyjaźni Polsko-Radzieckiej (Promienna)
  - Linia K była linią pospieszną; ze względu na małą liczbę pasażerów funkcjonowała tylko kilka miesięcy

Lata 70. i 80. to intensywny przyrost zasobów mieszkaniowych miasta – budowane są wielkie zespoły mieszkaniowe na osiedlach: Zazamcze (1969–1981), Kazimierza Wielkiego (1974–1979) i Południe (1980~1990). Wraz z oddawaniem do użytku nowych bloków mieszkalnych i budową nowych ulic, poziom penetracji komunikacji miejskiej na wymienionych osiedlach wzrósł o 127%, a liczba linii na każdym z osiedli o 216%. Stosunkowo niewielkie zmiany zaszły na osiedlu Michelin – w roku 1984 mieszkańcy tego osiedla o powierzchni zabudowanej 4,5 km² otrzymali dopiero drugą linię, a z powodu stanu dróg obsługa autobusami jeszcze przez kilkanaście następnych lat odbywała się tylko po jednej ulicy. Pod koniec dziesięciolecia zapotrzebowanie na usługi komunikacji miejskiej było największe w historii MPK – pasażerowie korzystali z usług przewoźnika 53 miliony razy rocznie, a autobusy wykonywały dziennie przebieg 18,3 tys. km, spalając co 5 dni dużą cysternę oleju napędowego.

### Lata 1990–1999

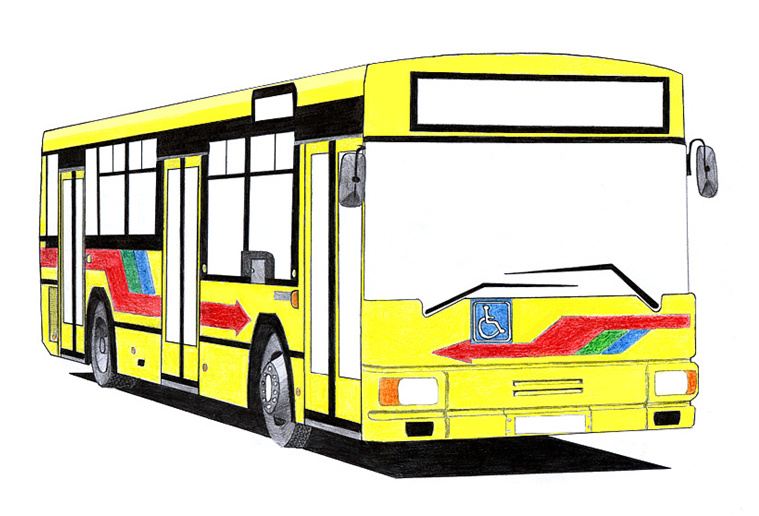

Funkcjonowanie komunikacji miejskiej w tym dziesięcioleciu przypada na okres przebudowy ustroju społeczno-gospodarczego państwa. Wprowadzone przez państwo reformy spowodowały, że we Włocławku w latach 1991–1998 zlikwidowano 15 przedsiębiorstw państwowych, w tym: Zakłady Celulozowo-Papiernicze, Włocławskie Zakłady Ceramiki Stołowej, Spółdzielnie Pracy: Odzieżową „Sawenę” i Dziewiarską „Włodenę”, Kombinat Budowlany, przedsiębiorstwa Budownictwa Rolnego, Budownictwa Komunalnego „Budkom – Inwest” i Budownictwa Przemysłowego „Kujawy”, przedsiębiorstwa związane z przemysłem chemicznym „Instalchem” i „Korchem”, czy przedsiębiorstwa transportu „Transkraj” i „Transbud”. Zamknięcie tych zakładów pozostawiło bez pracy 8,9 tys. osób, a bezrobocie we Włocławku sięgnęło 12%, obniżając zapotrzebowanie na usługi komunikacji miejskiej. Nie mniej groźnym dla przedsiębiorstwa zjawiskiem było przybywanie samochodów osobowych. Statystycznie biorąc, w latach dziewięćdziesiątych średniorocznie przybywało we Włocławku 1041 samochodów (w roku 1990 – 16 422 sztuki, w 1999 – 25 799 sztuk, dla porównania w 2008 – 40 908). W roku 1995 już co drugie gospodarstwo domowe posiadało samochód, więc nie musiało korzystać z usług MPK. Spowodowało to dalszy spadek zapotrzebowania na komunikację miejską, który wynosił już 35,6%. Na niekorzyść przedsiębiorstwa zwiększyła się liczba przejazdów bezpłatnych. W roku 1993 Rada Miasta zadecydowała o obniżeniu granicy wieku uprawniającego do przejazdów bezpłatnych z 75. do 65. roku życia, co powiększyło liczbę uprawnionych do bezpłatnych przejazdów o 6 tys. osób (razem w roku 1993: 16,7 tys. osób). Ponadto osoby, które przed 65. rokiem życia przeszły na emeryturę, uzyskały 40-procentową ulgę na przewozy. Wprowadzenie szeroko zakrojonych ulg i zwolnień z opłat za przejazd autobusami MPK powodowało tak duże straty, że gmina nie była w stanie refundować ich w całości. Przyczyniło się to do słabnącej kondycji finansowej przedsiębiorstwa i niemożności finansowania zakupu nowych autobusów; koniecznością stała się racjonalizacja działalności. Wbrew niesprzyjającym okolicznościom przedsiębiorstwu udało się w tym dziesięcioleciu uruchomić jedną linię komunikacyjną:
- nr 21 (1993) o relacji: Promienna – Budowlanych – Wysoka – Długa/Chłodna – Kaliska – Robotnicza – Kapitulna – Gajowa – Wiejska

Niemniej lata dziewięćdziesiąte były pierwszym okresem w komunikacji miejskiej we Włocławku, w którym nastąpiła progresywna minimalizacja usług – MPK dokonywało wycofywania swojej działalności z kolejnych ulic, ograniczeń w rozkładach jazdy i kasacji autobusów, których stan, na skutek długotrwałej i intensywnej eksploatacji w poprzednim dziesięcioleciu, uległ znacznemu pogorszeniu. W roku 1995 Rada Miasta Włocławka podjęła uchwałę w sprawie przyjęcia kierunków restrukturyzacji komunikacji miejskiej Włocławka. Konsekwencją tejże restrukturyzacji było przekształcenie przedsiębiorstwa w spółkę z ograniczoną odpowiedzialnością, którego celem było dostosowanie się przedsiębiorstwa do nowych warunków zewnętrznych. MPK uzyskało tym samym możliwość robienia wszystkiego, aby zmniejszyć koszty – m.in. uzyskało możliwość poszerzenia swojej działalności o nowe rodzaje usług: reklamę, handel częściami zamiennymi, naprawy części i podzespołów mechaniki pojazdowej, holowanie, mycie, garażowanie pojazdów itp. W roku 1996 MPK zawarło umowę z Jelczańskimi Zakładami Samochodowymi na wieloletnią dostawę autobusów nowej generacji. Wskutek tej umowy już w pierwszym roku do Włocławka trafiło 13 nowoczesnych autobusów, w tym 8 Jelczy M121MB (na rysunku powyżej), będących pierwszymi autobusami w mieście przystosowanymi do przewozu osób niepełnosprawnych za sprawą częściowo niskiej podłogi. Do końca dziesięciolecia przedsiębiorstwu udało się zakupić 39 nowoczesnych pojazdów marki Jelcz, charakteryzujących się wyświetlaczami kierunkowymi i nowym żółtym malowaniem z czerwoną strzałką. Ogólnie w latach 1992–1999 wycofano z eksploatacji 111 sztuk starych autobusów, natomiast w tym czasie nabyto zaledwie 47 nowych pojazdów. Umożliwiło to duże unowocześnienie posiadanego taboru, dlatego przedsiębiorstwo w nowy wiek mogło wkroczyć z całkowicie odnowionym taborem, w którym tylko pojedyncze pojazdy mają więcej niż 10 lat (dla porównania w roku 1995 MPK posiadało 43% autobusów mających ponad 10 lat). Oprócz nabywania nowych autobusów, rozpoczęły się testy różnego rodzaju pojazdów, dzięki którym zamierzano zoptymalizować obsługę zredukowanych rozkładów jazdy. Pod lupę przewoźnika trafiły zarówno minibusy, takie jak Autosan H6, czy Jelcz M081MB, który po latach został ostatecznie zakupiony w liczbie 10 sztuk, ale również autobusy dużego kalibru, takie jak 15-metrowe Volvo B10BLE 6x2, które jednak nie sprawdziły się we włocławskich warunkach. W międzyczasie MPK miało zaszczyt testować pierwszy egzemplarz pierwszego polskiego autobusu niskopodłogowego – Jelcz M125M. Czwarty egzemplarz tego modelu wyprodukowany w 1998 roku trafił do Włocławka na stałe, będąc pierwszym i jedynym przez 5 następnych lat całkowicie niskopodłogowym autobusem w posiadaniu MPK. Pojazd ten przestał być eksploatowany po 11 latach.

### Lata 2000–2009

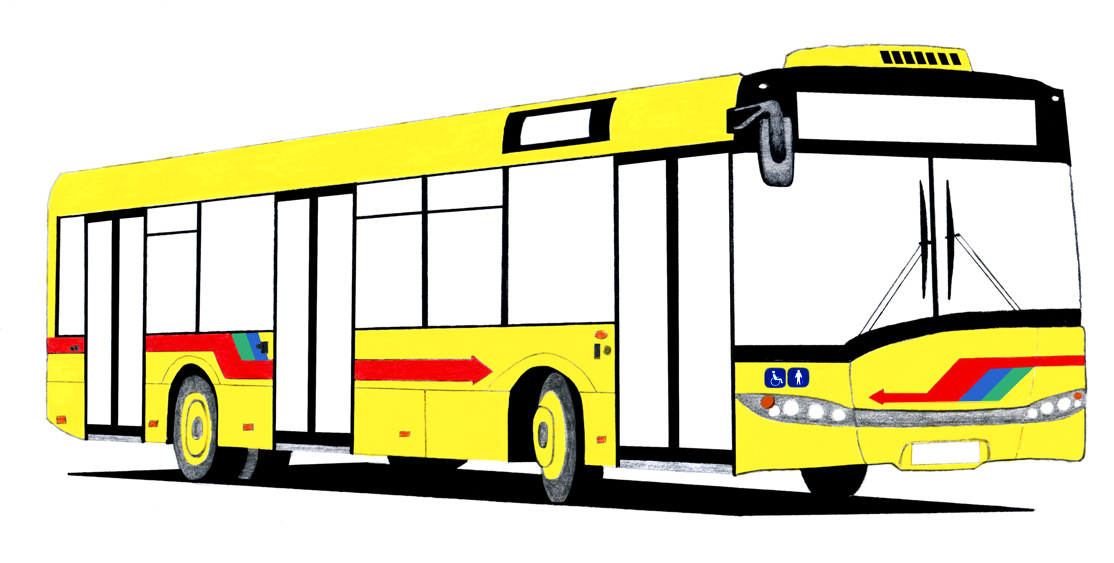

Gwałtowny spadek popytu na usługi komunikacji miejskiej w końcu się zatrzymał – mieszkańcy Włocławka na początku XXI wieku korzystali z usług MPK około 18–20 mln razy rocznie, co jest równe zapotrzebowaniu na komunikację publiczną z końca lat sześćdziesiątych XX wieku. W odpowiedzi na tak małą liczbę pasażerów MPK zracjonalizowało pracę przewozową i zmniejszyło liczbę autobusów w taborze. Z tego powodu druga zajezdnia została wystawiona na sprzedaż, a pieniądze z jej sprzedaży zasiliły budżet spółki powstrzymując na pewien czas konieczność podnoszenia cen biletów. Spadająca popularność komunikacji zbiorowej umożliwiła w tym czasie likwidację autobusów przegubowych bez konieczności zastępowania ich kosztownymi autobusami o podobnej pojemności, co ułatwiło unowocześnienie taboru. Zwiastunem minimalizacji taboru było wprowadzenie w roku 2001 do eksploatacji Jelczy M081MB, zwanych potocznie „edkami”, o pojemności 38 miejsc. Po wieloletnich zakupach autobusów marki Jelcz nastąpił przełomowy moment, kiedy w roku 2002 MPK zainteresowało się autobusami marki MAN i Solaris, testując po dwa nowoczesne autobusy każdej z marek. Ostatecznie ogłoszony w 2003 roku przetarg na dostawę pierwszych pięciu autobusów nowej generacji zapoczątkował erę Solarisów Urbino 12 o pojemności 100–104 osób (na rysunku powyżej), a w kolejnym roku także Solarisów Urbino 10 o pojemności 76–87 osób. Obydwa te modele do dziś zastępują kolejne wysłużone, ale jeszcze sprawne, autobusy marki Jelcz. Te z kolei są odkupowane najczęściej przewoźnikowi SKA Dzierżoniów, który do roku 2014 nabył 22 Jelcze wycofane we Włocławku. Jednym z głównych problemów przedsiębiorstwa stało się zwiększenie udziału przejazdów bezpłatnych i ulgowych wśród przewożonych pasażerów. Badania przeprowadzone przez ITS w dniach 24–30 października 2005 wykazały, że we włocławskich autobusach 33% pasażerów korzysta z ulg, natomiast 24% pasażerów podróżuje bezpłatnie, w tym 2,5% stanowią przejazdy na gapę. Straty przychodów, które powstały na skutek dużej liczby ulg i zwolnień z opłat za przejazd, oszacowano na poziomie ok. 10–13 milionów zł, podczas gdy dofinansowanie wyrównawcze z budżetu miasta pokrywało zaledwie 60–70% tych strat. Kondycję przedsiębiorstwa w pewnym stopniu poprawiały mandaty nakładane na gapowiczów (ok. 750 tys. zł rocznie), jednak nawet przy pomocy firm windykacyjnych nigdy nie udało się tyle odzyskać. Przedsiębiorstwo szukając dodatkowych źródeł dochodu rozwijało działalność pomocniczą. Stanowiła ona jednak niewielki udział w dochodach ogółem (rzędu 1–2%) i dochód z niej uzyskany był zbliżony do strat spowodowanych przez wandali. Pod koniec dziesięciolecia MPK odnotowało spadek liczby pasażerów, który zszedł do poziomu poniżej 17 mln rocznie. Aby sprostać oczekiwaniom pasażerów, po wielu latach zastoju w układzie tras komunikacyjnych, przewoźnik uruchomił następujące linie:
- R (2001–2009), łącząca osiedla Południe i Kazimierza Wielkiego z hipermarketem Real
  - od roku 2006 linia objęła swoim zasięgiem również osiedle Zazamcze
- nr 17 (2001) o zmienionej relacji: Okrzei (Dworzec PKP/PKS) – Kilińskiego – Plac Wolności – Chopina – Wronia – Planty – Kaliska
  - w roku 2002 linia została wydłużona na próbę do ul. Brzezinowej, po czym została zastąpiona linią nr 18, która od roku 2011 została z powrotem zastąpiona linią nr 17
- T (2003–2015 z przerwą między 02.01.2009 a 25.10.2009), łącząca osiedla Południe, Zazamcze i Kazimierza Wielkiego z hipermarketem Tesco
- nr 17 (2005) o zmienionej relacji: Promienna – Budowlanych – Wieniecka – Okrzei – Kilińskiego – Plac Wolności – Chopina – Wronia – Planty – Kaliska – Jana Pawła II – Dębowa
  - od roku 2011 linia ta przejęła trasę zlikwidowanej linii nr 18, obejmując ul. Mielęcińską, Letnią, Szkolną i Brzezinową
- nr 22 (2006–2013) o relacji: Ostrowska – Łanowa – Polna – Stodólna – Zielony Rynek – Królewiecka – Plac Wolności
  - w roku 2010 linia ta została wydłużona do Promiennej
- nr 23 (2008) o relacji: Ostrowska – Wojskowa – Okrężna – Okrzei – Wronia – Planty – Kaliska – Jana Pawła II – Dębowa
  - w roku 2009 linia ta została wydłużona do Płockiej-Hydrobudowy oraz wprowadzona na ul. Wiejską, Zbiegniewskiej (do roku 2011 także ul. Letnią i Mielęcińską)
- nr 24 (2009–2011) o relacji: Promienna – Budowlanych – Wieniecka – Okrzei – Kilińskiego – Plac Wolności – Chopina – Wronia – Planty – Kaliska – Jana Pawła II – Nowa Wieś – Smólsk

Jednocześnie wydłużano istniejące połączenia. Skutkiem tego oferta komunikacji miejskiej rozszerzyła się o 27 kilometrów następujących dróg: ul. Rybnicką (2002), ul. Brzezinową i Szkolną (2002), ul. Wiklinową i wieś Gąbinek (2003), ul. Mielęcińską i Letnią (2005), ul. Opalową i Szmaragdową w Kruszynie (2005–2006), ul. Królewiecką i Zielony Rynek (2006–2013), ul. Bechiego (2008–2013), ul. Szkolną w Wieńcu, ul. Kolejową, Narutowicza, Dubois, Targową i Krakowską w Brześciu Kujawskim oraz wsie Kąty i Stary Brześć (2008–2012), ul. Lipową i Wiślaną w Szpetalu Górnym (2008–2009), ul. Wojskową do Okrężnej (2008), ul. Komunalną (2008–2011), wieś Smólsk (2009–2011) oraz nieobsługiwane dotąd odcinki ul. Planty I i II (2009–2011). Oprócz poszerzenia obszaru usług MPK, podejmowano również działania mające na celu poprawę komfortu i bezpieczeństwa podróżnych. Do tych działań można zaliczyć uruchomienie strony internetowej z rozkładem jazdy (od 2000), systematyczne coroczne zakupy nowych fabrycznie niskopodłogowych autobusów (2003–2009), wprowadzenie automatów do sprzedaży biletów (2004–2006 oraz od 2012), montaż monitoringu w autobusach (od 2008), a także internetowo–telefoniczne konsultacje z mieszkańcami w sprawie zmian rozkładów jazdy autobusów (2008–2011), czy możliwość „zamówienia” autobusu niskopodłogowego na dowolny kurs każdej linii.
Proces odnowy taboru, przeprowadzany od 1996 roku, był początkowo intensywny – średnia wieku taboru na początku XXI wieku wynosiła niewiele ponad 4 lata. W następnych latach średni wiek taboru podnosił się, ale posiadane przez MPK pojazdy nie przekraczały 10 lat. Tym samym najnowocześniejsze autobusy oraz punktualność kursowania stały się najmocniejszą stroną przedsiębiorstwa. Jednakże rosnące ceny paliw, niechęć samorządu miasta do podnoszenia cen biletów, a także niewystarczająca wysokość dofinansowania z budżetu miasta przy jednoczesnym zwiększaniu pracy przewozowej przyczyniły się do pogorszenia kondycji finansowej MPK. Odzwierciedleniem tej sytuacji były coraz mniejsze możliwości zakupu nowych jednostek taborowych. Przedsiębiorstwo w latach 2000–2004 przeprowadzało zakup średnio 7 nowych autobusów rocznie. W latach 2005–2008 tempo wymiany taboru spadło do 6 sztuk rocznie, natomiast w roku 2009 zakupiono zaledwie 3 pojazdy. Pod koniec dziesięciolecia średnia wieku taboru sięgnęła 6 lat, przy czym już 20% taboru miało 10 lat lub więcej.

### Od 2010

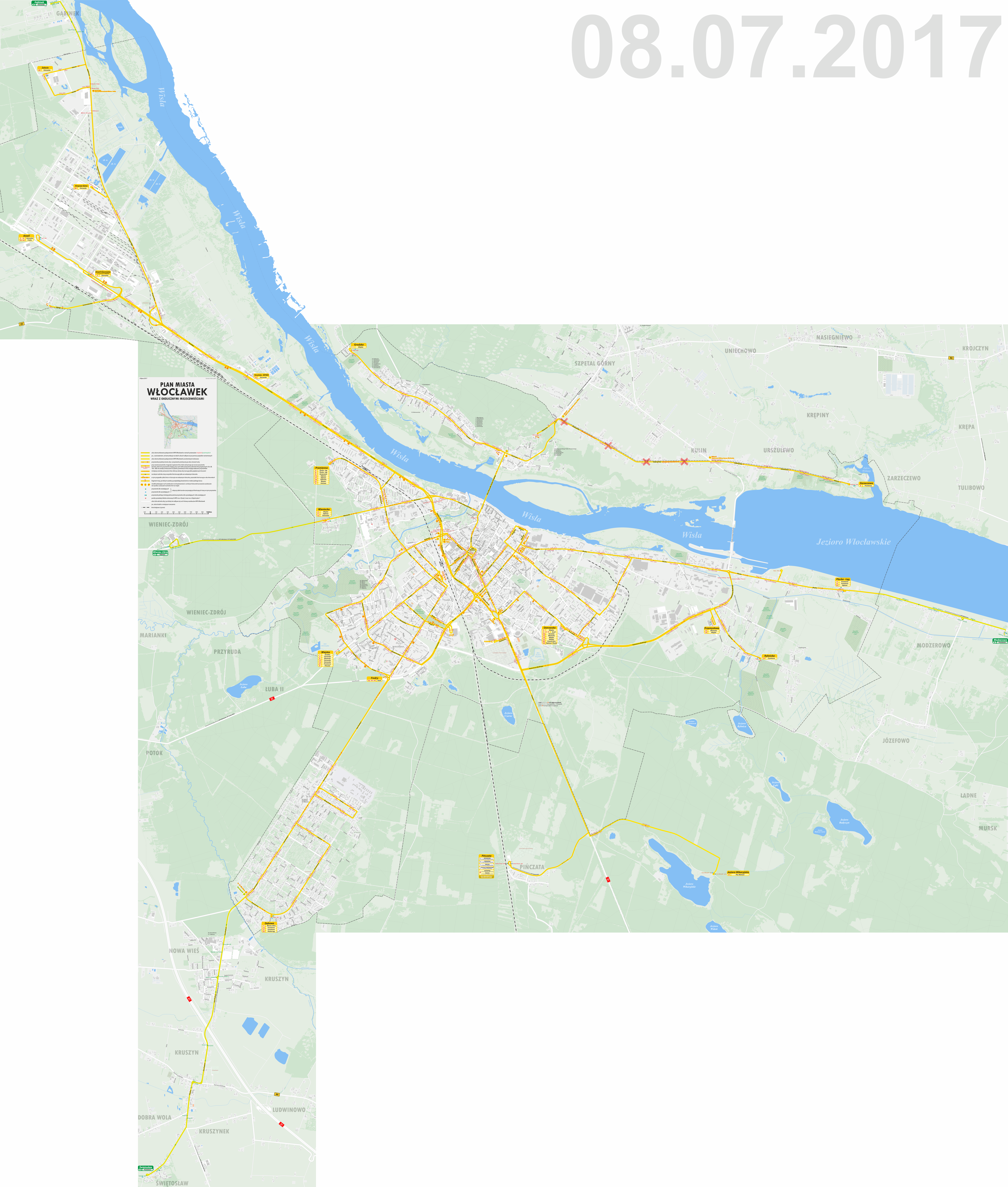
Mapa MPK Włocławek

Uchwalenie ustawy o publicznym transporcie zbiorowym z dnia 16.12.2010 nałożyło obowiązek organizacji transportu publicznego na samorząd. W tym celu Urząd Miasta Włocławek powołał w Wydziale Gospodarki Komunalnej i Środowiska nową komórkę – Referat Publicznego Transportu Zbiorowego, który odpowiada za planowanie, organizowanie i zarządzanie transportem publicznym oraz zawieranie umów z przewoźnikami. Uchwałą z dnia 27.06.2011 podjęto decyzję o bezpośrednim powierzeniu usług w zakresie publicznego transportu zbiorowego Miejskiemu Przedsiębiorstwu Komunikacyjnemu we Włocławku jako podmiotowi wewnętrznemu. Przedsiębiorstwo od dnia 01.10.2011 stało się operatorem publicznego transportu zbiorowego i od tej pory usługi może świadczyć na terenie Miasta Włocławek, a na terenie innych gmin po zawarciu odpowiednich porozumień w sprawie finansowania przewozów lub po uzyskaniu koncesji na wjazd na teren gminy. Kwota wymagana na utrzymanie połączeń ustalana jest przez operatora i jest ona liczona od każdego wozokilometra. Koszt wozokilometra w roku 2013 wynosi 6,20 zł i w tę stawkę wliczone są wszystkie koszty ponoszone przez przedsiębiorstwo, z czego 70% stanowią koszty zależne od wymiaru pracy przewozowej (paliwo, obsługa techniczna autobusów, podatki, wynagrodzenia kierowców, koszty ubezpieczeń społecznych i świadczeń socjalnych), zaś pozostałe 30% stanowią koszty stałe (koszty zakupu nowych autobusów, ubezpieczenie komunikacyjne, koszty wydziałowe i koszty ogólnozakładowe). Koszt wozokilometra jest jednakowy zarówno dla Miasta Włocławek, jak i dla wszystkich ościennych gmin, niezależnie od klasy pojemnościowej taboru wykorzystywanego do obsługi poszczególnych linii. Roczne koszty funkcjonowania komunikacji miejskiej we Włocławku w latach 2009–2015 oscylują w granicach 20–23 mln zł, z czego 39–54% pokrywają wpływy z biletów, natomiast brakującą resztę tej sumy pokrywa się ze środków budżetu miasta.
Nowe zasady wyliczenia kosztów funkcjonowania linii podmiejskich spowodowały prawie 5-krotny wzrost wydatków ponoszonych z budżetów gmin. Zaistniała sytuacja była spowodowana zapisami ustawy o transporcie publicznym z dnia 16 grudnia 2010 roku, w myśl której miasto nie może ponosić kosztów związanych z kursowaniem autobusów, które przekraczają granice miasta i poruszają się po innych gminach. Dodatkową przyczyną wzrostu wydatków gmin na komunikację miejską było ewidencjonowanie części przychodów ze sprzedaży biletów podmiejskich na rzecz finansowania kosztów funkcjonowania linii w granicach miasta. Było to przyczyną wypowiedzenia porozumień i likwidacji połączeń. Gmina Brześć Kujawski jako pierwsza nie wyraziła akceptacji na utrzymywanie od dnia 01.03.2012 kursującej po jej terenie od 35 lat linii nr 11. Następnie została wypowiedziana umowa z Gminą Fabianki, co spowodowało zlikwidowanie od dnia 01.06.2012 połączeń funkcjonujących po jej terenie od ponad 50 lat – tj. linii nr 6 i 7. Zmieniona została również umowa z Gminą Włocławek, która zrezygnowała z dniem 01.06.2012 z usług najstarszej linii podmiejskiej nr 5.
W odpowiedzi na zwiększenie kosztów działalności podstawowej MPK, wywołane m.in. gwałtownym wzrostem cen paliw, Rada Miasta podejmowała decyzje o podnoszeniu cen biletów (w latach 2011 i 2012 – łącznie o 19% w stosunku do roku 2010), jednocześnie zmniejszając refundację z budżetu miasta (w roku 2011 refundacja wynosiła 9 mln zł, w roku 2013 – 8,1 mln zł). Władze miasta, nie pokrywając wystarczająco kosztów związanych z funkcjonowaniem MPK, zdecydowały o ograniczeniu pracy przewozowej przedsiębiorstwa, likwidując część kursów w rozkładach jazdy wszystkich linii, likwidując linie w całości bądź zawieszając ich kursowanie w określone dni tygodnia, skracając trasy przejazdu i wykorzystując remonty dróg do niekorzystnego zmieniania przebiegu tras. Wprowadzane w latach 2011–2013 redukcje pracy przewozowej spowodowały zmniejszenie liczby kursów: z ul. Promiennej – o 39%, z ul. Toruńskiej – o 9%, z ul. Kapitulnej – o 14%, z ul. Kaliskiej – o 34%, z ul. Ostrowskiej – o 21%, z ul. Polnej – o 29%, z al. Jana Pawła II – o 44%, z ul. Grodzkiej – o 35%. Decyzje o redukcji pracy przewozowej na danych liniach odbywały się bez uwzględniania rzeczywistych potrzeb pasażerów. Na liniach łączących osiedla, na których redukcje były największe, dochodziło do skrajnych przepełnień autobusów i zostawiania pasażerów na przystankach. W latach 2010–2014 podaż usług była również tymczasowo zmniejszana na skutek przeprowadzanych robót drogowych w całym mieście, które powodowały utrudnienia dostępu do transportu publicznego z obszarów o dużej gęstości zaludnienia (ul. Gajowa, Kapitulna, Kaliska, Zbiegniewskiej), a także w punktach przesiadkowych (ul. Okrzei – dworzec). Z tych powodów pogorszeniu uległa też jakość usług – utrudnienia w ruchu powodowały odchylenia od rozkładu jazdy i problemy z wykonaniem wszystkich zaplanowanych kursów. W roku 2012 MPK odnotowało 97-procentową regularność kursowania, co oznacza, że każdego dnia nie były wykonane średnio 23 kursy. Nieregularne realizowanie rozkładów jazdy źle wpłynęło na wizerunek komunikacji miejskiej. Dodatkowo organizator transportu zbiorowego, kierując się zbyt małymi środkami przeznaczonymi na komunikację miejską w budżecie miasta, nie spełniał postulatów pasażerów lub spełniał je, likwidując jednocześnie kursy na innych liniach. Takie działania spowodowały, że w latach 2010–2013 nastąpił spadek liczby wykonanych wozokilometrów o 32%, zredukowano zatrudnienie wśród kierowców o 25% i zmniejszono liczbę taboru o 21%. Jednocześnie w tym samym okresie nastąpił spadek liczby przewożonych pasażerów o 52%, przy czym największy ubytek nastąpił między 2012 a 2013 rokiem (40%). Ograniczenia pracy przewozowej spowodowały zmniejszenie kosztów funkcjonowania komunikacji miejskiej o ok. 11% względem roku 2011 (ok. 2,5 mln zł rocznie). Jednocześnie zmalały także przychody ze sprzedaży biletów, które w roku 2015 były mniejsze o ok. 35% w stosunku do roku 2011 (ok. 4,3 mln zł w ujęciu rocznym) i pokrywały 39% kosztów funkcjonowania komunikacji miejskiej.
Ustawa o publicznym transporcie zbiorowym nałożyła na jednostki samorządowe w Polsce obowiązek opracowania tzw. planów transportowych, czyli dokumentów, które określają m.in. sieć komunikacji miejskiej w danym mieście, ocenę i prognozy potrzeb przewozowych, standard usług przewozowych itp. Plan transportowy jako akt prawa miejscowego ma stanowić podstawę wszystkich decyzji Urzędu Miasta Włocławek dotyczących komunikacji miejskiej we Włocławku. Przy opracowaniu tego planu organizator publicznego transportu zbiorowego ma obowiązek przeprowadzenia konsultacji społecznych. Urząd Miasta Włocławek zlecił opracowanie planu transportowego firmie Refunda z Wrocławia. Gotowy projekt planu został przedstawiony opinii publicznej 21 listopada 2013. Zainteresowani mieli 26 dni na zapoznanie się ze 144-stronicowym dokumentem i zgłoszenie swoich uwag. W wyniku konsultacji społecznych 16 osób prywatnych nadesłało 71 uwag. Znaczna większość z nich (84%) została odrzucona.
Małe możliwości finansowe MPK spowodowały w roku 2010 zatrzymanie zakupu nowych autobusów, choć środki te wystarczyły na przeprowadzenie remontu czterech najstarszych pojazdów. W roku 2011 wszelkie inwestycje związane z odnową taboru zostały wstrzymane. W latach 2012–2016 przewoźnik zakupił 16 nowych autobusów (w tym 14 autobusów – na kredyt) za łączną kwotę ok. 19,3 mln zł z VAT, z czego 3,4 mln zł dofinansowano z funduszy EFRR. Od roku 2010 do 2016 średnia wieku taboru wzrosła z 7 do 9,5 lat, a odsetek taboru mającego 10 lat lub więcej wzrósł z 30% do 54%.
W 2015 roku zostały wprowadzone pierwsze w mieście linie pospieszne 3A i 3B oraz 16A i 16B, kursujące tą samą trasą co linie 3 i 16, z tym, że nie zatrzymują się one na wszystkich przystankach. Ich zadaniem jest szybszy dowóz pracowników do zakładu Anwil.
W 2016 roku w MPK został przeprowadzony audyt mający na celu sprawdzenie jak we Włocławku funkcjonuje komunikacja miejska. Jego efektem była zmiana rozkładów jazdy na wszystkich liniach oraz tras na niektórych, a także gruntowne zmiany w taryfie biletowej. Celem takich działań było zachęcenie mieszkańców do korzystania z komunikacji miejskiej. W kolejnych latach zaczęto wprowadzać nowe linie:
- P (2016), łącząca osiedla Południe i Zazamcze z cmentarzem komunalnym w Pinczacie. Do 2018 roku kursowała jedynie w okresie 1 maja-8 listopada, od 2019 stała się linią całoroczną kursującą we wszystkie weekendy i święta w roku
- nr 6 (2017) w relacji: Wiejska – Kaliska – Okrzei-Dworzec – Plac Wolności – Kilińskiego – Okrzei – Wieniecka
- nr 7 (2018), umożliwiająca dojazd pracownikom z Promiennej do firmy Kongsberg znajdującej się w Brzeskiej Strefie Gospodarczej
- nr 5 (2019) o zmienionej relacji: Kaliska – Wiejska – Okrzei – Plac Wolności – Królewiecka – Łęgska – Ogniowa – Zagajewskiego – Polna – Ostrowska
- nr 14A (2021) o relacji: Wiejska – Gajowa – Zbiegniewskiej – Kruszyńska – Ogniowa – Polna – Al. Kazimierza Wielkiego – Przemysłowa Jest to linia pospieszna, która powstała 1 września 2021 r.[6]

W 2018 roku, po raz pierwszy od 15 lat MPK zakupiło autobusy innej marki niż Solaris – mianowicie 4 sztuki MAN-ów. Zakup tych autobusów spowodował wycofanie z eksploatacji ostatnich sztuk Jelczy, dzięki czemu tabor stał się w stu procentach niskopodłogowy. Pod koniec 2019 roku w MPK pojawiło się kolejne 7 autobusów marki Solaris, z czego 3 z nich zostały zakupione przez miasto i są pierwszymi we Włocławku autobusami elektrycznymi.

## Tabor
| Ekploatowany tabor MPK Włocławek               | Ekploatowany tabor MPK Włocławek                     | Ekploatowany tabor MPK Włocławek               | Ekploatowany tabor MPK Włocławek |
| Marka, model                                   | Lata zakupu                                          | Numery taborowe                                | Liczba sztuk                     |
| ---------------------------------------------- | ---------------------------------------------------- | ---------------------------------------------- | -------------------------------- |
| Solaris Urbino 10                              | 2006, 2009, 2012, 2013, 2016                         | 209 – 223                                      | 15                               |
| Solaris Urbino 12                              | 2003, 2004, 2006, 2007, 2008, 2016, 2017, 2019, 2020 | 509 – 511, 517 – 520, 521 – 537, 541 – 552     | 36                               |
| Solaris Urbino 12 Hybrid                       | 2015                                                 | 538 – 540                                      | 3                                |
| MAN Lion’s City                                | 2018                                                 | 701 – 704                                      | 4                                |
| Solaris Urbino 12 Electric                     | 2019, 2021                                           | 001 – 005                                      | 5                                |
| MAN Lion’s City Electric                       | 2022, 2023                                           | 006 – 016                                      | 11                               |
| Wszystkie pojazdy                              | Wszystkie pojazdy                                    | Wszystkie pojazdy                              | 74                               |
| Udział autobusów elektrycznych we flocie       | Udział autobusów elektrycznych we flocie             | Udział autobusów elektrycznych we flocie       | 16 (23%)                         |
| Średnia wieku taboru MPK Włocławek na rok 2023 | Średnia wieku taboru MPK Włocławek na rok 2023       | Średnia wieku taboru MPK Włocławek na rok 2023 | 8,84 lat                         |

Liczba posiadanych autobusów z danego rocznika
Maksymalna liczba jednocześnie kursujących liniowo autobusów w różnych porach dnia

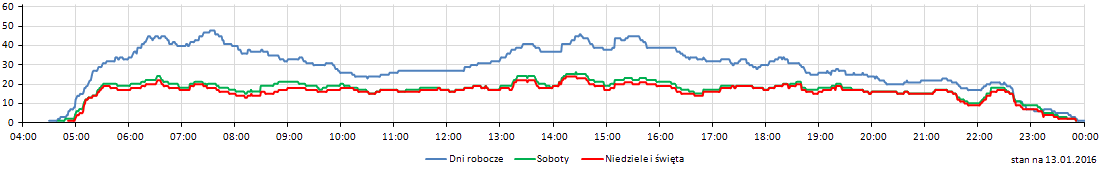

## Statystyki
Podsumowanie 66-letniej historii przedsiębiorstwa okiem statystyk
Urządzenia, usługi komunikacyjne i zatrudnienie MPK Włocławek w latach 1951–2015
| Wyszczególnienie:                               | 1951    | 1955    | 1960    | 1970     | 1975     | 1980     | 1985     | 1990     | 1995     | 2000     | 2005     | 2010     | 2015     |
| ----------------------------------------------- | ------- | ------- | ------- | -------- | -------- | -------- | -------- | -------- | -------- | -------- | -------- | -------- | -------- |
| Liczba ludności miasta                          | 55 000  | 59 481  | 66 820  | 82 599   | 90 555   | 106 771  | 116 680  | 122 144  | 123 138  | 121 800  | 120 011  | 117 055  | 113 237  |
| Długość tras komunikacyjnych                    | 10,3 km | 24,0 km | 40,0 km | 54,9 km  | 64,0 km  | 83,0 km  | 104 km   | 128 km   | 140 km   | 124,8 km | 137,8 km | 158,5 km | 139,7 km |
| Stan inwentarzowy autobusów                     | 3       | 8       | 48      | 65       | 90       | 135      | 121      | 145      | 108      | 69       | 74       | 73       | 61       |
| Przebieg wozów (wozokilometry)                  | b.d.    | b.d.    | 1,6 mln | 3,6 mln  | 4,8 mln  | 7,0 mln  | 10,6 mln | 10,5 mln | 5,8 mln  | 4,0 mln  | 4,3 mln  | 4,7 mln  | 3,4 mln  |
| Przewóz pasażerów                               | 0,6 mln | 3,0 mln | 9,9 mln | 20,3 mln | 27,8 mln | 34,9 mln | 47,1 mln | 53,0 mln | 34,1 mln | 19,8 mln | 19,1 mln | 16,7 mln | 7,1 mln  |
| Liczba przejazdów 1 mieszkańca na rok           | 28      | 51      | 157     | 262      | 307      | 327      | 405      | 434      | 277      | 161      | 159      | 143      | 63       |
| Zatrudnienie                                    | b.d.    | b.d.    | 239a    | b.d.     | 450      | 500      | 648      | 604      | 492      | 360      | 295      | 274      | 208      |
| Podstawowa cena biletu jednorazowego miejskiego | 0,50 zł | 0,50 zł | 0,50 zł | b.d.     | 1,50 zł  | b.d.     | b.d.     | b.d.     | 0,56 zł  | 1,50 zł  | 1,80 zł  | 2,10 zł  | 2,50 zł  |

a dotyczy roku 1961

Średnie roczne liczby posiadanych autobusów i liczby przewiezionych pasażerów w latach 1951–2017
Średnie roczne liczby posiadanych autobusów przedstawiają słupki i lewa skala, natomiast liczby przewiezionych pasażerów przedstawia ciemna kreska i prawa skala.
Przegląd eksploatowanych modeli autobusów na osi czasu
*od roku 2015 eksploatowany jest także model Solaris Urbino 12 Hybrid, a od 2019 Solaris Urbino 12 Electric
Dane statystyczne pracy przewozowej
| Praca przewozowa w roku:               | 2008        | 2009        | 2010        | 2011        | 2012        | 2013        | 2014        | 2015        | 2015        | 2016      | 2016       |
| -------------------------------------- | ----------- | ----------- | ----------- | ----------- | ----------- | ----------- | ----------- | ----------- | ----------- | --------- | ---------- |
| wykonanych wozokilometrów              | 4 670 998   | 4 686 375   | 4 695 203   | 4 439 436   | 3 624 557   | 3 202 764   | 3 264 290   | 3 386 469   | 3 386 469   | 3 443 751 | 3 443 751  |
| na liniach miejskich                   | 76%         | 75%         | 75%         |             |             |             |             |             |             |           |            |
| w granicach miasta                     |             |             |             | 90%         | 93%         | 96%         | 96%         | 96%         | 96%         | 97%       | 97%        |
| na liniach podmiejskich                | 20%         | 21%         | 21%         |             |             |             |             |             |             |           |            |
| poza granicami miasta                  |             |             |             | 8%          | 5%          | 2%          | 2%          | 2%          | 2%          | 2%        | 2%         |
| na przewozach zleconych i innych       | 4%          | 3%          | 3%          | 2%          | 2%          | 2%          | 2%          | 2%          | 2%          | 1%        | 1%         |
| wykonanych wozokursów                  | 388 577     | 387 664     | 386 440     | 361 934     | 307 385     | 276 121     | 277 312     | 283 026     | 283 026     | 285 249   | 285 249    |
| na liniach miejskich                   | 81%         | 82%         | 82%         | 82%         | 84%         | 92%         | 92%         | 93%         | 93%         | 94%       | 94%        |
| na liniach podmiejskich                | 15%         | 15%         | 15%         | 16%         | 14%         | 4%          | 4%          | 4%          | 4%          | 4%        | 4%         |
| na przewozach zleconych i innych       | 4%          | 3%          | 3%          | 2%          | 2%          | 4%          | 4%          | 3%          | 3%          | 2%        | 2%         |
| przewiezionych pasażerów               | 18 119 959  | 16 960 996  | 16 713 978  | 15 252 893  | 13 419 785  | 8 008 951   | 7 517 680   | 7 105 422   | *           | *         | 10 011 189 |
| na liniach miejskich                   | 16 809 229  | 15 954 288  | 15 734 873  | 14 437 988  | 12 979 285  | 7 566 016   | 7 085 628   | 6 757 767   | *           | *         | 9 651 344  |
| na liniach podmiejskich                | 635 235     | 584 738     | 598 376     | 521 395     | 229 450     | 99 340      | 93 042      | 99 750      | *           | *         | 175 220    |
| na przewozach zleconych i innych       | 675 495     | 421 870     | 380 729     | 293 510     | 211 050     | 343 595     | 339 010     | 247 905     | *           | *         | 184 625    |
| zatrudnionych osób (średnio)           | 286,79      | 279,53      | 273,87      | 258,70      | 232,90      | 212,17      | 208,61      | 208,00      | 208,00      | 217,06    | 217,06     |
| kierowców autobusowych                 | 159,73      | 161,58      | 163,49      | 155,39      | 137,04      | 122,00      | 123,34      | 123,09      | 123,09      | 127,54    | 127,54     |
| pracowników zaplecza technicznego      | 40,65       | 38,92       | 38,16       | 40,28       | 37,10       | 33,67       | 31,90       | 31,00       | 31,00       | 31,00     | 31,00      |
| pracowników umysłowych                 | 45,94       | 44,63       | 43,28       | 41,84       | 42,44       | 41,21       | 38,61       | 40,17       | 40,17       | 43,12     | 43,12      |
| pozostałych                            | 40,47       | 34,40       | 28,94       | 21,19       | 16,32       | 15,29       | 14,76       | 13,74       | 13,74       | 15,40     | 15,40      |
| Finanse                                |             |             |             |             |             |             |             |             |             |           |            |
| koszty działalności operacyjnej        | 24,4 mln zł | 22,4 mln zł | 23,3 mln zł | 22,9 mln zł | 22,1 mln zł | 20,2 mln zł | 20,3 mln zł | 20,3 mln zł | 20,3 mln zł | b.d.      | b.d.       |
| przychody ze sprzedaży biletów         | b.d.        | b.d.        | 13,9 mln zł | 12,3 mln zł | 10,3 mln zł | 9,0 mln zł  | 8,9 mln zł  | 8,0 mln zł  | 8,0 mln zł  | b.d.      | b.d.       |
| pokrycie kosztów przychodami z biletów | b.d.        | b.d.        | 60%         | 54%         | 47%         | 45%         | 44%         | 39%         | 39%         | b.d.      | b.d.       |
| koszt 1 wozokilometra                  | 5,22 zł     | 4,78 zł     | 4,96 zł     | 5,15 zł     | 6,10 zł     | 6,32 zł     | 6,23 zł     | 5,99 zł     | 5,99 zł     | b.d.      | b.d.       |
| koszt przewozu 1 pasażera              | 1,35 zł     | 1,32 zł     | 1,39 zł     | 1,50 zł     | 1,65 zł     | 2,53 zł     | 2,70 zł     | 2,86 zł     | 2,86 zł     | b.d.      | b.d.       |
| Wskaźniki                              |             |             |             |             |             |             |             |             |             |           |            |
| gotowości technicznej                  | 94,44%      |             |             |             |             |             |             |             |             |           |            |
| wykorzystania taboru                   | 84,98%      | b.d.        | 90,49%      | 87,07%      | 80,34%      | 72,45%      | 81,32%      | 83,47%      | 83,47%      | b.d.      | b.d.       |
| wykonania kursów                       | 99,9%       | b.d.        | 99,95%      | 99,93%      | 97,19%      | 99,74%      | 99,99%      | 99,99%      | 99,99%      | b.d.      | b.d.       |

*Odnotowany wzrost liczby przewiezionych pasażerów między rokiem 2015 a 2016 jest w istocie korektą obliczeń wynikającą z przeprowadzonych w kwietniu 2016 r. badań, z których wynikło, że liczba faktycznie przewożonych pasażerów jest znacznie większa niż dotychczas zakładało MPK.

## Władze spółki
Zarząd spółki
- Prezes Zarządu Spółki: Andrzej Stasiak

Poprzedni prezesi i dyrektorzy przedsiębiorstwa
- Edward Uściński (1951–1960 jako kierownik Zakładu Komunikacji Samochodowej w MPGK, 1961–1963 jako dyrektor MPK)
- Stanisław Kumosiński (1963–1967)
- Zenon Stelmaszczyk (1967–1977)
- Wenanty Lewandowski (1977–1980)
- Bogumił Witkowski (1980–1990)
- Marek Powielajew (1990–2003)
- Marek Krygier (2003–2015)[71]

Rada Nadzorcza
- Przewodniczący Rady Nadzorczej: Marcin Wojciechowski
- Członek Rady Nadzorczej: Henryk Kaczmarek
- Zastępca Przewodniczącego Rady Nadzorczej: Iwona Rucińska

Zgromadzenie wspólników
- Prezydent Miasta Włocławka: Marek Wojtkowski

### Struktura organizacyjna
Forma organizacyjno-prawna
- Forma prawna: spółka kapitałowa w formie spółki z ograniczoną odpowiedzialnością
- Forma organizacyjna: przedsiębiorstwo komunalne użyteczności publicznej
- REGON: 910226702
- NIP: 888-020-33-71
- KRS: 0000034210

Struktura własnościowa
- 100% udziałów: Gmina Miasto Włocławek